# Cinnamomum curvifolium
Cinnamomum curvifolium är en lagerväxtart som först beskrevs av Lour, och fick sitt nu gällande namn av Christian Gottfried Daniel Nees von Esenbeck. Cinnamomum curvifolium ingår i släktet Cinnamomum och familjen lagerväxter. Inga underarter finns listade i Catalogue of Life.